# Peteranec
Peteranec falu és község Horvátországban Kapronca-Kőrös megyében. Közigazgatásilag Sigetec és Komatnica települések tartoznak hozzá.

## Fekvése
Kaproncától 6 km-re északkeletre a Drávamenti-síkságon fekszik.

## Története
Területén már az újkőkorban is éltek emberek, ezt bizonyítják a falutól délre, Koprivnički Bregi közelében előkerült leletek. Az itteni Szent Péter plébániatemplomot 1270-ben említik először abban az oklevélben, melyben V. István magyar király megerősíti apjának IV. Bélának egy 1267-ben tett birtok adományát. Az oklevélben az itteni Szent Péter egyháza "per quam itur ad ecclesiam beati Petri" alakban szerepel. Róla kapta nevét a település is, melyet azonban csak jóval később említ írásos forrás. 1334-ben az itteni plébánia "ecclesiae s. Petri in portu Dravae" (a Dráva kapujában levő Szent Péter egyház) alakban szerepel a zágrábi főesperesnek a káptalan helyzetéről szóló feljegyzésében. A Dráva abban az időben ugyanis a mainál jóval keletebbre, közvetlenül a falu mellett folyt. 1353-ban egy okirat az itteni Thor nemes családot említi, ez a település első közvetett említése. Sokat szenvedett a település a 16. században, mivel a török támadások egyik fő iránya a Drávamente volt. 1532-ben a Bécs ellen vonuló szultáni sereg, majd 1552-ben Ulama bég serege dúlta fel. A török a középkori plébániatemplomot is elpusztította. Az itteni élet csak 1606 után lett biztonságosabb, amikor a visszatérő őslakosok mellett számos idegen család, köztük a török harcosok leszármazottai is megtelepedtek a faluban. 1659-ben az egyházi vizitáció szerint a falu a dörnyei plébániához tartozott. Az új plébániatemplom építése 1761 körül kezdődött és 1773-ra fejeződött be, a plébániát pedig 1789-ben alapították újra. A 18. század közepéig Peteranec a kaproncai uradalomhoz tartozott. Ekkor a katonai határőrvidék megszervezésével a szentgyörgyi határőrezred egyik századának központja lett. 1765-ben szabad katonai közösség rangjára emelkedett, de később kiváltságait gyorsan elveszítette és egyszerű vidéki faluvá vált. Fejlődésére kedvezően hatott, hogy 1870-ben megindult a vasúti forgalom a Budapest-Zágráb vonalon. 1871 és 1875 között az azonos nevű járás székhelye volt, de eztán a kaproncai járáshoz csatolták. Önkéntes tűzoltó egyletét 1892-ben alapították. 1903-ban megalakult a földműves szövetkezet. 1913-óta posta üzemel a településen. 1920-ig Belovár-Kőrös vármegye Kaproncai járásához tartozott. A két világháború között élénk közösségi és kulturális élet folyt a településen. 1924-ben megalakult a helyi Panonija labdarúgóklub, 1928-ban pedig 2500 kötetes könyvtárat létesítettek. A második világháború után fejlődése megtorpant, különösen 1955-től, amikor megszűnt önálló község lenni. 1993-ban a független horvát állam megalakulása után újra községközpont lett. 2001-ben a falunak 1531, a községnek 2848 lakosa volt.

## Nevezetességei
- Szent Péter tiszteletére szentelt plébániatemploma[2] 1773-ban épült. Egyhajós épület, téglalap alakú hajóval, félköríves szentéllyel. A sekrestye a szentély délkeleti oldalán található, a harangtorony homlokzat felett áll. A homlokzat érdekes kialakítású, lekerekített timpanonnal és oldalszélekkel, valamint a fülkékben Szent Péter és Pál apostolok szobraival. A főoltár 1804-ben épült, a szószék a szobrokkal, a szabadon álló keresztelőkápolna és az orgona a 19. század elejéről származik.

- A szentgyörgyi határőrezred századparancsnoki épülete 1775 körül épült.

## Külső hivatkozások
- Hivatalos oldal
- Horvát történelmi portál – A kapronca környéki drávamenti települések fejlődése Archiválva 2011. március 23-i dátummal a Wayback Machine-ben